# نظرية المقياس (رياضيات)
في الرياضيات، وخاصة في الهندسة التفاضلية والفيزياء الرياضية، فإن نظرية المقياس هي الدراسة العامة للوصلات على حزمة شعاعية والحزم الأساسية وحزم الألياف. لا ينبغي الخلط بين نظرية المقياس في الرياضيات والمفهوم المرتبط ارتباطًا وثيقًا بنظرية المقياس في الفيزياء، وهي نظرية حقل تعترف بمقياس التناظر. في الرياضيات، تعني النظرية نظرية رياضية، التي تلخص الدراسة العامة لمجموعة من المفاهيم أو الظواهر، في حين أن نظرية المقياس بالمعنى المادي هي نموذج رياضي لبعض الظواهر الطبيعية.